# Samppalinnaberget
Samppalinnaberget (finska: Samppalinnanmäki) är en kulle i Åbo stad i Finland. Toppen på Samppalinna kulle är 28 meter över havet.
Samppalinnaberget, eller Samppalinnaparken, ligger i centrala Åbo, söder om Aura ån. På kullen finns flera viktiga byggnader och inrättningar, bland annat Åbo idrottspark (1893) med Paavo Nurmis stadion (1997), Samppalinna simstadion (1956), restaurang Samppalinna (arkitekt C. J. von Heideken, 1865), Klosterbackens skola (1926) och en gammal väderkvarn från 1860.